# Bătălia de la Jugla
Bătălia de la Jugla a fost o bătălie care a avut loc între 1 și 3 septembrie 1917 în cadrul Primului Război Mondial între armata Republicii Ruse și cea a Imperiului German. A fost o parte din ofensiva germană denumită Bătălia de la Golful Riga (în germană Schlacht um Riga). Obiectivul principal pentru Armata 12 rusă a fost de a preveni pătrunderea armatei a 8-a germană prin râul Daugava și asedierea trupelor rusești în Riga.
Bătălia a avut loc la malul râului Mazā Jugla. Una dintre principalele unități implicate a fost o brigadă de 6000 de pușcași letoni aflați sub comanda lui Ansis Lielgalvis. Bătălia s-a încheiat cu victoria germanilor, care au capturat Riga.

## Context
Generalii germani au început să se pregătească pentru luptă cât mai devreme în decembrie 1916. Au decis să forțeze Râul Daugava, la Ikšķile și să avanseze rapid prin nord și nord-vest. Acest lucru a avut două scopuri principale: pentru a determina capitularea Armatei a 12-a ruse și a captura Riga. Acest lucru ar fi permis, de asemenea, îndreptarea frontului German, care ar fi permis relocarea unui număr de divizii germane în Franța, unde soarta războiului ar fi determinată.

## Lupta
În dimineața zilei de 1 septembrie 1917, după trei ore de bombardament de artilerie, germanii au lansat asaltul și au început construcția a trei poduri de pontoane din lemn peste râul Daugava lângă Ikšķile. 1159 de arme germane de artilerie au suprimat complet cele 66 ale armatei rusești. Focurile de artilerie au forțat a 186-a Divizie Rusă să se retragă de pe malul drept al râului Daugava, permițând astfel germanilor să traverseze râul. Comandantul rus al Armatei a 12-a, General Parsky, a ordonat corpului de armată XLIII să contraatace capul de pod german, delegând patru divizii de infanterie, precum și două brigăzi de puscași letoni.
Forțele ruse, inclusiv brigada letonă, au primit comenzi în după-amiaza zilei de 1 septembrie și au început să atace germanii din Ropaži. Al cincilea regiment de pușcași letoni a ajuns după-amiaza la fortificațiile germane aflate de-a lungul râului Jugla. Lupte intense au început de-a lungul întregului front de 14 km. Germanii au folosit avioane, aruncătoare de flăcări si atacuri cu gaz, dar în ciuda acestor forțe, pușcașii letoni a reușit să frâneze înaintarea germană pentru 26 de ore. Acest lucru a permis celei de-a 12 Armatei ruse (inclusiv primei brigade de pușcași letoni care încă era în mlaștina din Tīrelis, lângă Olaine) retragerea în condiții de siguranță din Riga.
În dimineața zilei de 3 septembrie, unitățile letone au primit ordin să se retragă, luând poziții defensive în apropierea Sigulda și Cēsis.

## Urmări
Bătălia de Jugla provocat pierderi grele unităților letone de puscași. Regimentul 5 Zemgale și 6 Tukums au pierdut mai mult de jumătate din efectivul lor de luptă. Regimentele 7 Bauskas și 8 Valmiera regimente au suferit de asemenea pierderi grele. Riga a fost pierdută la avansarea Germanilor. Cu toate acestea, un obiectiv important a fost realizat, Armata a 12-a rusă reușind să se retragă intactă de la Riga și să se întoarcă în siguranță la Vidzeme.